# Distrito electoral de Steeleville (Illinois)
Steeleville (en inglés: Steeleville Precinct) es un distrito electoral ubicado en el condado de Randolph en el estado estadounidense de Illinois. En el Censo de 2010 tenía una población de 2668 habitantes y una densidad poblacional de 47,88 personas por km².

## Geografía
Steeleville se encuentra ubicado en las coordenadas 38°0′55″N 89°40′21″O / 38.01528, -89.67250. Según la Oficina del Censo de los Estados Unidos, Steeleville tiene una superficie total de 55.73 km², de la cual 55.58 km² corresponden a tierra firme y (0.26%) 0.14 km² es agua.

## Demografía
Según el censo de 2010, había 2668 personas residiendo en Steeleville. La densidad de población era de 47,88 hab./km². De los 2668 habitantes, Steeleville estaba compuesto por el 98.54% blancos, el 0.11% eran afroamericanos, el 0.11% eran amerindios, el 0.11% eran asiáticos, el 0% eran isleños del Pacífico, el 0.45% eran de otras razas y el 0.67% pertenecían a dos o más razas. Del total de la población el 1.12% eran hispanos o latinos de cualquier raza.